# ЗИФ-31
ЗИФ-31 е съветско двустволно корабно зенитно оръдие калибър 57 mm, на въоръжение във ВМС на СССР. Има четири варианта от него: ЗИФ-31, ЗИФ-31С, ЗИФ-31Б и ЗИФ-31БС.

## История

### Проектиране и първи изпитания
Установката е проектирана в ЦКБ-7. Люлеещата се част за нея с малки изменения е взета от зенитното оръдие СМ-24-ЗИФ1. Опитния образец е произведен от завод № 7 и към 30 ноември 1954 г. преминава всички заводски и държавни полигонни изпитания в обем около 3000 изстрела. Опитния образец на установката ЗИФ-31Б (заводски № 102) е произведен от завод № 7 през 1954 г., а след контролни полигонни изпитания в обем около 600 изстрела опитния образец е изпратен и за корабни изпитания.

### Изпитанията на ЗИФ-31Б
Държавните корабни изпитания на ЗИФ-31Б преминават на два етапа: от 30 ноември до 31 декември 1954 г. и от 28 март до 15 април 1955 г. Корабните изпитания са заедно с държавните изпитания на главния кораб на пр.561 за водоналивен транспорт „Водолей №8“. Според резултатите на изпитанията практическата скорострелност при серии от 45 изстрела е различна: при левия автомат тя е 75 изстрела/минута, а на десния автомат едва 53 изстрела в минута. Времето за зареждане на стелажите (51 изстрела на автомат) от двама пълначи от кранците съставлява 2 минути 10 секунди. За охлаждането на стволовете им се придава ъгъл на вертикална наводка +15°, установката се завърта извън борда. Цикъла на охлаждение с вода е 1,36 минути, от тях самохлаждането е 1 минута.

### Приемане на въоръжение
Установката ЗИФ-31Б е приета на въоръжение със заповед на главкома на ВМС № 0068 от 28 февруари 1956 г. Производството на установката се води и през 1960-те години. Съгласно заключението на комисията за използването на тази артустановка се препоръчва следното:
Използването на ЗИФ-31Б на кораба от пр.561 е възможно при състояние на морето до 5 бала. При стрелби нощем има силен пламък. Приетият през 1957 г. осколочно-трасиращ снаряд има време за самоликвидация 13 – 17 s, което е недостатъчно, трябва да е около 20 – 22 s, за да може да се гарантира далечина на стрелбата по въздушни цели до 7500 – 8000 m. За стрелба по морски цели следва да се ускори разработването на фугасен снаряд.

### Модификации
На въоръжение във ВМФ има три модификации на установката: ЗИФ-31С, ЗИФ-31Б и ЗИФ-31БС. Те основно се различават по наличието на дистанционно управление и двигателите на трансмисиите за вертикална и хоризонтална наводка. Двигателите на ЗИФ-31 и ЗиФ-31Б работят на променлив трифазен ток с напрежение 220 и 380 V, а у установките ЗИФ-31С и ЗИФ-31БС това напрежение е при постоянен ток и съставлява 220 V.
Установките ЗИФ-31 и ЗИФ-31С имат дистанционно управление от ПУС „Фут-Б“, а ЗИФ-31Б и ЗИФ-31БС водят огън само по прицела АМЗ-57-2.